# Barbicambarus simmonsi
Barbicambarus simmonsi é uma espécie de lagostim com cerca de 13 centímetros de comprimento e antenas cobertas com cerdas minúsculas, identificada nas águas do Tennessee, nos Estados Unidos.